# Xã Seville, Michigan
Xã Seville (tiếng Anh: Seville Township) là một xã thuộc quận Gratiot, tiểu bang Michigan, Hoa Kỳ. Năm 2010, dân số của xã này là 2.173 người.